# Diamesa tokunagai
Diamesa tokunagai är en tvåvingeart som beskrevs av Makarchenko och Yamamoto 1995. Diamesa tokunagai ingår i släktet Diamesa och familjen fjädermyggor. Inga underarter finns listade i Catalogue of Life.